# Крылов, Александр Алексеевич (прокурор)
Александр Алексеевич Крылов (1864—1919) — прокурор Харьковской судебной палаты; действительный статский советник.

## Биография
Родился в 1864 году.
В 1882 году с золотой медалью окончил 6-ю Санкт-Петербургскую гимназию, в 1886 году — Императорский Санкт-Петербургский университет. В 1908 году он окончил ещё и Санкт-Петербургский археологический институт.
С 1 января 1910 года — действительный статский советник, товарищ прокурора Санкт-петербургской судебной палаты.
В 1910—1915 годах — прокурор, а в 1915—1916 годах — председатель, Харьковской судебной палаты. В 1915 году инспектировал в Воронежской губернии делопроизводство Острогожского окружного суда.
Вышел в отставку с полным пенсионом и правом ношения мундира в соответствии чина 1 марта 1916 года.
В 1919 году, 15 июля был арестован по обвинению в контрреволюционной деятельности; без суда и следствия расстрелян большевиками в Сумах.

## Награды
- орден Св. Станислава 2-й ст. (1900)
- орден Св. Анны 2-й ст. (1903)
- орден Св. Владимира 4-й ст. (1905)
- орден Св. Владимира 3-й ст. (1912)
- орден Св. Станислава 1-й ст. (1914)ref name="Список2">Крылов Александр Алексеевич // Список гражданским чинам IV класса. Исправлен по 1-е сентября 1915 года. Ч. 1. — С. 1185.</ref>